# Résolution 347 du Conseil de sécurité des Nations unies
Membres permanents
- Chine
- États-Unis
- France
- Royaume-Uni
- URSS

Membres non permanents
- Australie
- Autriche
- RSS de Biélorussie
- Cameroun
- Costa Rica
- Indonésie
- Iraq
- Kenya
- Mauritanie
- Pérou

Résolution no 346 Résolution no 348
La résolution 347 du Conseil de sécurité des Nations unies est adoptée à 13 voix contre zéro lors de la 1 769e séance du Conseil de sécurité des Nations unies le 24 avril 1974, craignant qu'une récente flambée de violence de la part d'Israël n'entraîne une guerre au Moyen-Orient, le Conseil a condamné la violation par Israël de l'intégrité territoriale du Liban et a de nouveau appelé Israël à s'abstenir de toute nouvelle action militaire contre le Liban. La résolution condamne également les pertes en vies humaines et demande à Israël de respecter le droit international et de rendre au Liban les civils qu'il a enlevés.
La résolution a été adoptée par 13 voix contre zéro, alors que deux membres, l'Irak et la république populaire de Chine, n'ont pas participé au vote

### Sources
- (en) Cet article est partiellement ou en totalité issu de l’article de Wikipédia en anglais intitulé « United Nations Security Council Resolution 347 » (voir la liste des auteurs).

### Texte
- Résolution 347 sur fr.wikisource.org
- Résolution 347 sur en.wikisource.org